# 營養三明治

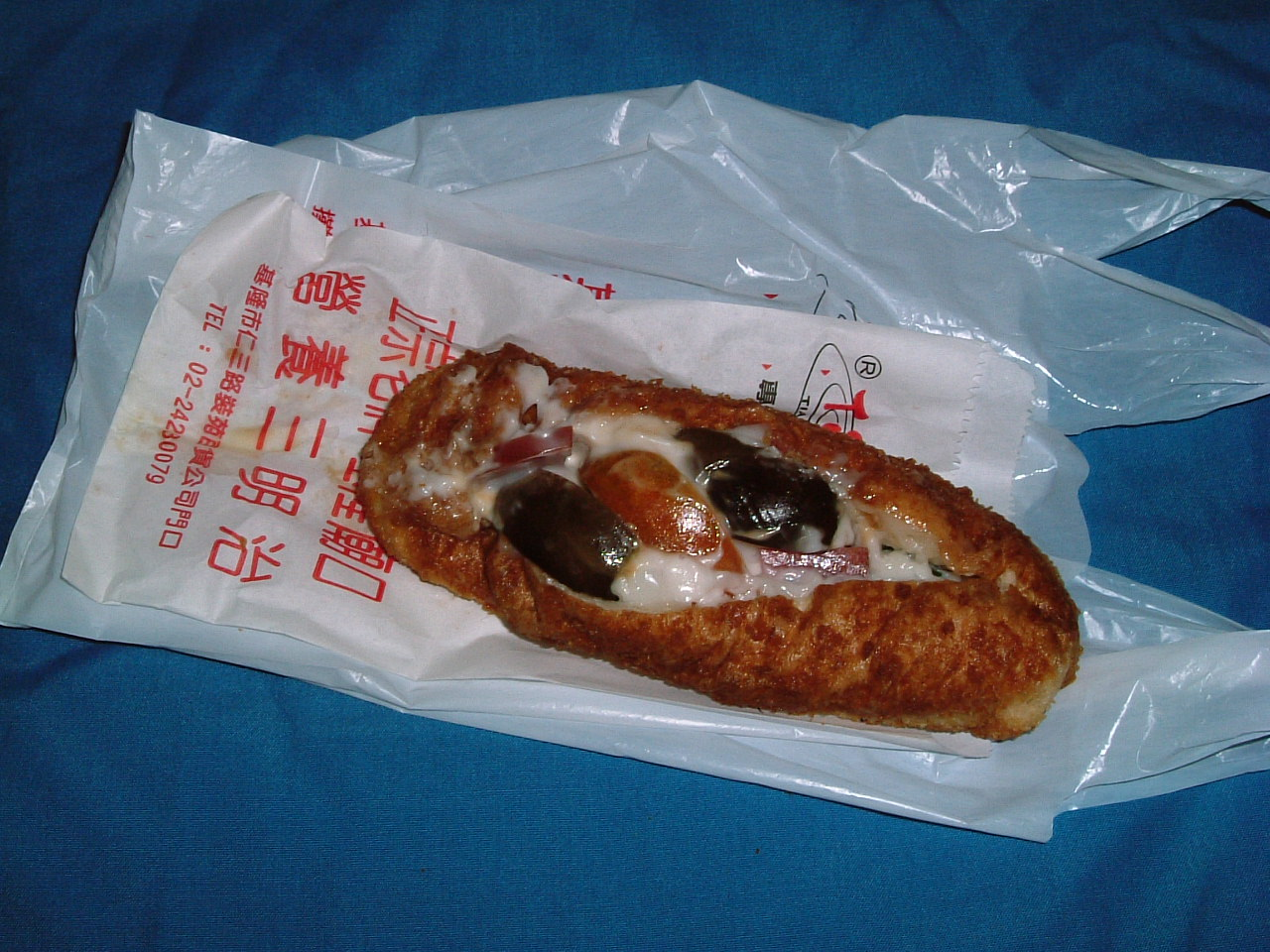
基隆廟口夜市的營養三明治

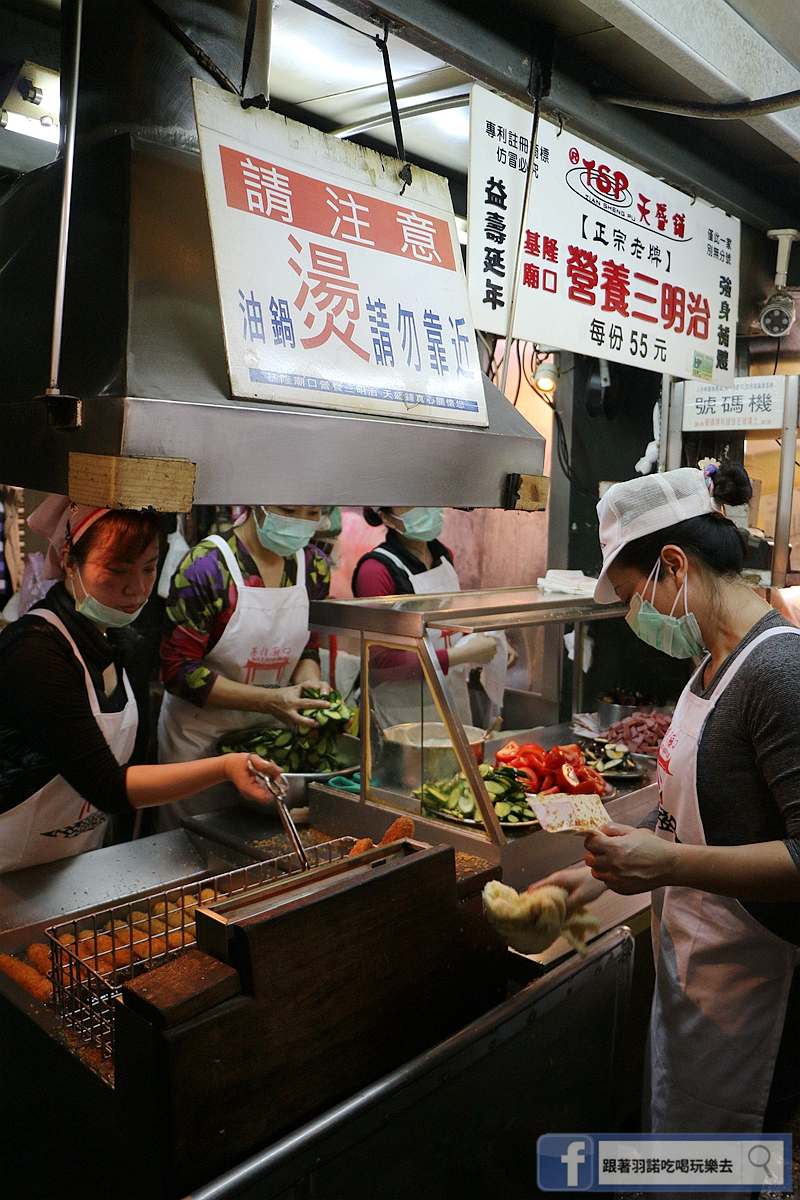
基隆廟口夜市的營養三明治攤販

營養三明治又稱沙拉船，為一種臺灣北部基隆廟口夜市的小吃，已經遍佈台灣各大夜市，擁有如潛水艇相似的外觀。有別於台式三明治一般用吐司麵包，營養三明治用長橢圓麵包製作，類似美國的潛艇三明治或越南式三明治，並且麵包是油炸而成。

## 歷史
營養三明治出現於1950或60年代的基隆港，當時有許多美軍。為了吸引美軍的口味，又因為政府和麵粉工會推廣美援麵粉，引入了油炸機、並宣傳麵食較「營養」，所以做出了營養三明治。
營養三明治由遲姓男子發明。
台灣有位長期旅居美國的女士在基隆吃到營養三明治後，無法忘懷其美味而將該食物引入上海。

## 作法
先將麵糰揉成長條型狀後，裹上一層麵包粉，再將此麵糰下油鍋炸，炸到呈現金黃色酥的樣子，炸完後就類似像大亨堡的麵包，而將剛炸好的麵包中間劃開一刀，就呈現外酥內軟的麵包，先淋上沙拉醬後，再將火腿、番茄、小黃瓜以及滷蛋等，或是可隨自己喜好再加料，再將這些配料放在麵包中間，最後再淋上沙拉醬。